# Eupithecia magnipuncta
Eupithecia magnipuncta är en fjärilsart som beskrevs av W. Warren 1904. Eupithecia magnipuncta ingår i släktet Eupithecia och familjen mätare. Inga underarter finns listade i Catalogue of Life.